# Stephen Hawking
Stephen William Hawking (Oxford, 8. siječnja 1942. – Cambridge, 14. ožujka 2018.), bio je britanski teorijski fizičar.
Završio je studij fizike na Sveučilištu u Oxfordu, a doktorsku disertaciju iz kozmologije obranio na Sveučilištu u Cambridgeu. Već 1974. godine postao je član Kraljevskog društva iz Londona, jednog od najstarijih znanstvenih udruženja na svijetu. Sve do svoje smrti predavao je matematiku i fiziku na Lucasovoj katedri Sveučilišta u Cambridgeu, na istoj katedri na kojoj su nekoć predavali velikani poput Isaaca Newtona i Paula Diraca.
Poznat je po doprinosima na polju kozmologije i kvantne gravitacije, osobito u kontekstu crnih rupa, i po popularno pisanim djelima u kojima iznosi svoje općenite teorije o svemiru. Tu se ubraja i znanstveni bestseler Kratka povijest vremena (A Brief History of Time), koji je zauzeo prvo mjesto na listi bestselera britanskog Sunday Timesa i zadržao prvenstvo rekordnih 237 tjedana.
U mladosti je obolio od amiotrofične lateralne skleroze (ALS), paralizirajuće bolesti koja uzrokuje slabljenje tjelesnih mišića. Potpuno nepokretan u kolicima, s vremenom je izgubio i sposobnost govora pa je s okolinom komunicirao jedino uz pomoć računalnog sintetizatora glasa. Srećom, bolest nije zahvatila njegov mozak tako da se dugi niz godina mogao posvetiti radu.

## Životopis
Stephen Hawking rođen je 8. siječnja 1942. godine i sin je dr. Franka Hawkinga i istraživačke biologinje Isobel Hawking. Imao je dvije mlađe sestre, Philippe i Marije, i usvojenog brata Edwarda.
Hawkingovi roditelji živjeli su u sjevernom Londonu, ali su se preselili u Oxford kad je njegova majka bila trudna sa Stephenom, želeći sigurnije mjesto za rođenje prvog djeteta (njemačko ratno zrakoplovstvo Luftwaffe napadalo je London). Prema svjedočenju Hawkinga, njemačka V-2 raketa eksplodirala je samo nekoliko ulica dalje od njihove kuće.
Nakon što je Hawking rođen, obitelj se vratila nazad u London, gdje je njegov otac radio na čelu odjela za parazitologiju u Nacionalnom institutu za medicinska istraživanja. Godine 1950. Hawking i njegova obitelj preselili su se u St. Albans, Hertfordshire, gdje je pohađao St. Albans Srednju školu za djevojke od 1950. do 1953., u to vrijeme, dječaci su mogli pohađati školu za djevojke do desete godine. Od jedanaeste godine pohađa školu St. Albans. Bio je dobar, ali ne i izuzetan učenik. Kada su ga kasnije pitali za ime učitelja koji ga je nadahnuo, Hawking je naveo svojeg učitelja matematike Dikrana Tahtu. Kasnije u životu održavao je vezu sa svojom školom.  Posjećivao ih je i držao predavanja. Dao je i poduži intervju učenicima za školski magazinThe Albanian. Jednoj od četiri školske zgrade dano je njegovo ime.
Hawking je uvijek bio zainteresiran za znanost. Inspiriran svojim učiteljem matematike, poželio je studirati taj predmet. Međutim, Hawkingov je otac želio da se upiše medicinu na University Collegeu, Oxford, gdje je predavao. Budući da University College u to vrijeme nije imao matematiku, Hawking upisuje prirodne znanosti te dobiva stipendiju.
Na University Collegeu Hawking je specijalizirao fiziku. Njegovi interesi u to vrijeme bili su termodinamika, relativnost i kvantna mehanika. Njegov učitelj fizike Robert Berman, rekao je za The New York Times Magazine:
Njemu je samo bilo bitno da se nešto može učiniti, i onda bi to učinio bez pomoći drugih[...] Nije imao puno knjiga, niti je bilježio. Naravno, njegov je um bio potpuno drugačiji od drugih...
Preminuo je 14. ožujka 2018. godine u 76. godini života u svom domu u Cambridgeu u Engleskoj.

## Djela
- A Brief History of Time (1988.; Kratka povijest vremena)
- Black Holes and Baby Universes and Other Essays (1993.; Budućnost svemira i drugi eseji)
- The Universe in a Nutshell (2001.; Svemir u orahovoj ljusci)
- A Briefer History of Time (2005.; Još kraća povijest vremena)
- The grand design (2010.; Velebni plan)